# 熊本市立健軍東小学校
熊本市立健軍東小学校（くまもとしりつ けんぐんひがししょうがっこう）は、熊本県熊本市東区東町四丁目にある公立小学校。グラウンドは熊本市立東町中学校と共有である。

## 沿革
- 1982年（昭和57年） - 熊本市立東町小学校より分離し開校

## 委員会
- 企画・生活委員会
- 放送・音楽委員会
- 保健委員会
- 美化・飼育委員会
- 体育委員会
- 給食委員会
- 環境・緑化委員会
- 図書委員会

## クラブ活動
- サッカー部
- バドミントン部
- 男子ミニバスケットボール部
- 女子ミニバスケットボール部